# 班茨科
班茨科（德語：Banzkow）是德国梅克伦堡-前波美拉尼亚州的市镇，隶属于路德维希斯卢斯特-帕尔希姆县，总面积为52.59平方千米，截至2020年总人口为2769人。